# Valmont (rivier)
De Valmont is een rivier in Frankrijk die in Fécamp in Het Kanaal uitmondt. De Valmont is ongeveer 14 km lang.
De Valmont ontspringt nabij Saint-Ouen in de gemeente Valmont en stroomt daarna in noordwestelijke richting. De Valmont stroomt daarna door de gemeente Colleville naar Fécamp. Het belangrijkste zijriviertje is de ruisseau de Ganzeville, dat zo'n 9 kilometer lang is en in Fécamp in de Valmont vloeit.

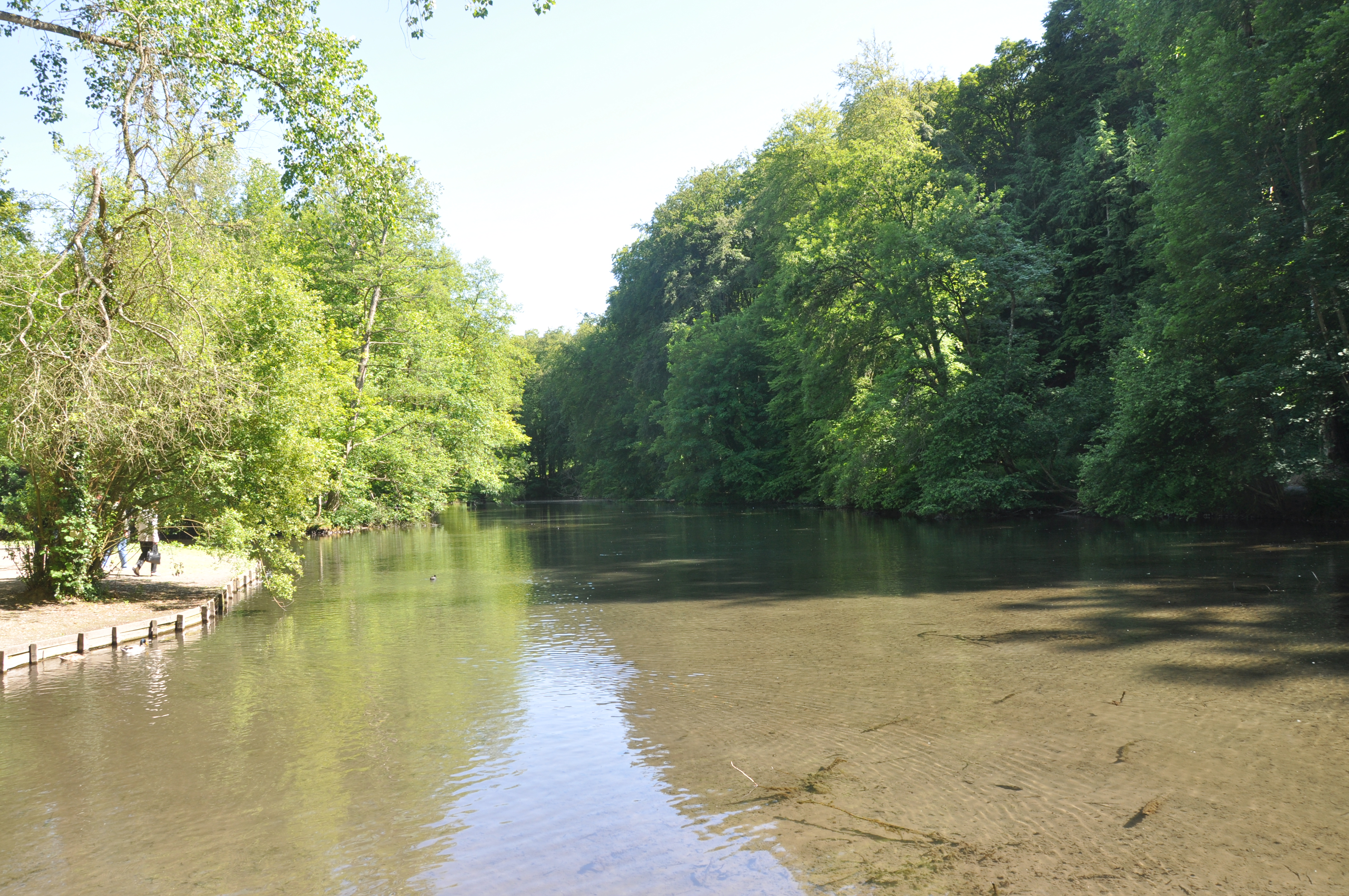
De Valmont te Valmont

## Geschiedenis

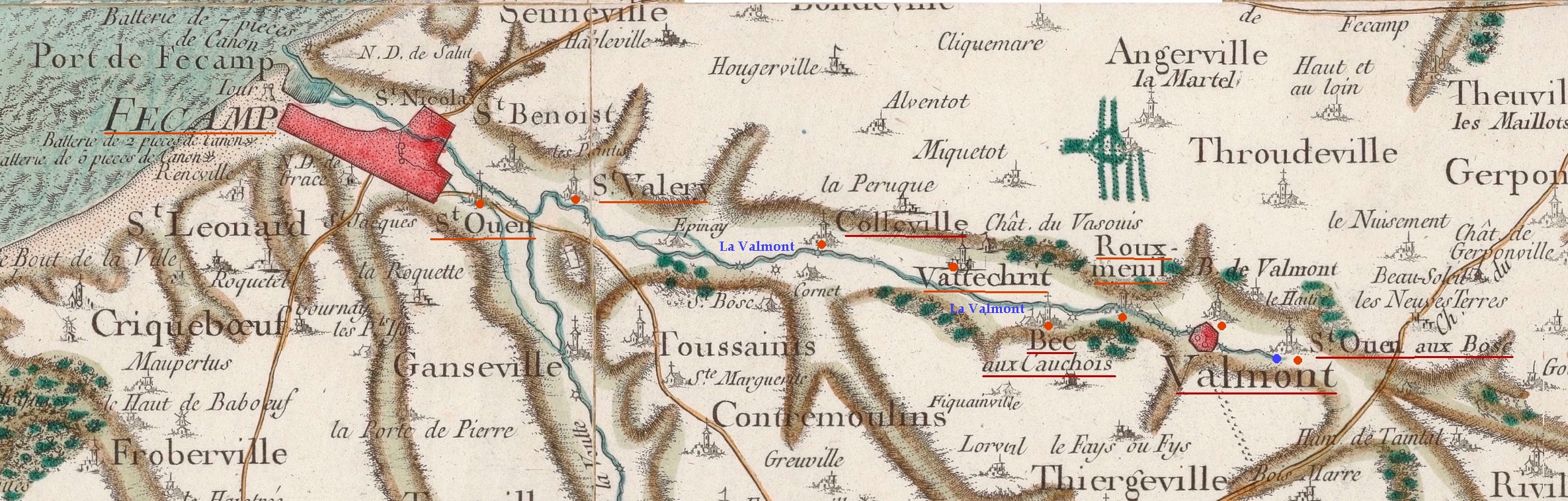
De Valmont op de 18de-eeuwse Cassinikaart

Een aantal parochies ontwikkelden zich in de vallei van de Valmont, namelijk Fécamp, Saint-Ouen, Saint-Valéry, Colleville, Vattecrit, Bec-aux-Cauchois, Rouxmesnil, Valmont en Saint-Ouen-au-Bosc.